# SNCASE SE.5000
SNCASE SE.5000 バルデュール
パリ航空ショーでのSNCASE バルデュール（1999年6月19日）
- 用途：軽戦闘機
- 設計者：W. J. Jakimiuk
- 製造者：シュド・エスト
- 初飛行：1953年8月1日
- 生産数：5機

SNCASE SE.5000 バルデュール（SNCASE S.E.5000 Baroudeur）は、NATO向けの「軽量攻撃戦闘機」（"Light Weight Strike Fighter"）の競争試作のためにシュド・エスト社（SNCASE）で設計されたフランスの単発軽戦闘機。通常とは異なり降着装置を持たない本機は、離陸時には車輪付きの台車を、着陸時には機体に引き込み式の橇を使用した。バルデュールは1953年に初飛行したが、量産されることはなかった。

## 設計と開発
バルデュールは、草地の飛行場から運用するように設計された軽戦闘機である。本機は、機体重量の軽減と製作コストの軽減、草原のような未舗装の飛行場からも容易に離着陸できることを狙って、降着用の車輪を装備しなかった。また、降着装置分の武装搭載量が増加できることも期待されていた。草地からの離陸には車輪付きの台車を使用し、着陸時に使用する安定板を兼ねた尾部のものを含む3本の引き込み式橇は、雪面や氷で覆われた滑走面からの離陸で使用した。この橇には丈夫で軽い素材という理由でマグネシウム材が用いられた。また、離陸に補助が必要な場合は3車輪式の台車にロケット（2発か4発、地面の状態によっては更に2発）を備え付けることもできた。この装置のおかげで、バルデュールは750 m程度の未舗装地からも離陸可能だった。
降着装置以外の点ではバルデュールは38度の後退角を持つ肩翼配置の主翼と尾翼、両側の主翼付け根に吸気口を備えるスネクマ アター 101C ターボジェットエンジン1基を持つ、当時としては平凡な通常の形式の航空機であった。2機の試作機のうちの初号機は1953年8月1日に初飛行を行い、さらにスネクマ アター 101Dを装着したSE.5003と命名された前量産型3機も製造された。飛行性能自体はそれ程悪くはなかったが、ソリを使った着陸は地面と機体との間隔が狭く、かなり操縦が難しいことが指摘された。また、離陸後の台車の回収に手間がかかるため、当初目的としていた草原等での運用には向いていなかった。シュド・エスト社では、生産型においては引き込み式の車輪を装備し、台車・ソリによる離着陸と車輪による離着陸が選択できるようにすることも予定していたが、二つのタイプの降着装置を有することは無駄が多いため計画のみで終わった。結局、運用方法がネックとなり、フランス空軍は本機の採用を見送ることになった。

## 派生型
SE.5000 バルデュール
スネクマ アター 101Cエンジンを搭載した試作機。2機製造。
SE.5003 バルデュール
スネクマ アター 101Dエンジンを搭載した前量産型。3機製造。

## 要目
(S.E.5003) 
- 乗員：1名
- 全長：13.49 m[1] (44 ft 3 in)
- 全幅：10.00 m (67 ft 10 in)
- 全高：3.04 m（スキッド搭載時）[1] (10 ft 0 in)
- 全備重量：6,920 kg (15,256 lb)
- エンジン：1 * アター101D ターボジェットエンジン、29.4 kN (6614 lbf)
- 最高速度：1,140 km/h (709 mph)